# Vũ Huy Hoàng
Vũ Huy Hoàng (sinh năm 1953) là một cựu chính khách Việt Nam. Ông nguyên là Ủy viên Ban Chấp hành Trung ương Đảng Cộng sản Việt Nam khóa 10, 11, Đại biểu Quốc hội khóa 13, Bộ trưởng Bộ Công Thương nhiệm kỳ (2007 - 2016). Ông hiện là đối tượng bị dư luận Việt Nam chỉ trích do liên quan đến vụ bê bối bổ nhiệm con trai ông là Vũ Quang Hải làm lãnh đạo cũng như việc bổ nhiệm Trịnh Xuân Thanh.
Ngày 10 tháng 7 năm 2020, Vũ Huy Hoàng chính thức bị khởi tố để điều tra về tội "vi phạm quy định về quản lý, sử dụng tài sản Nhà nước gây thất thoát, lãng phí".
Ông đã bị xoá tư cách Nguyên Bộ Trưởng Bộ Công Thương vào ngày 11 tháng 7 năm 2020

## Thân thế và sự nghiệp
Ông Vũ Huy Hoàng sinh ngày 20 tháng 9 năm 1953, quê tại xã An Thọ, huyện An Lão, thành phố Hải Phòng.
Từ tháng 9 năm 1970 đến 12 năm 1975, ông là Sinh viên Học viện Mỏ - Luyện kim Freiberg, Cộng hòa Dân chủ Đức. Sau khi tốt nghiệp về nước, tháng 3 năm 1976, ông được bổ nhiệm làm Cán bộ Phòng Điện-Than, Vụ Kế hoạch Công nghiệp nặng, Ủy ban Kế hoạch Nhà nước (nay là Bộ Kế hoạch và Đầu tư), thăng dần đến chức vụ Trưởng phòng Dầu khí-Địa chất, Vụ Kế hoạch Công nghiệp nặng.
Tháng 12 năm 1987, ông được điều sang làm Cán bộ biệt phái tại Ủy ban Kinh tế đối ngoại. Sau khi Ủy ban Kinh tế đối ngoại sáp nhập với Bộ Ngoại thương để thành lập Bộ Kinh tế đối ngoại, ông được điều trở lại Ủy ban Kế hoạch Nhà nước làm Chuyên viên Tổ Thư ký Tổng hợp.
Tháng 6 năm 1990, ông được điều động sang Ủy ban Nhà nước về Hợp tác và Đầu tư, lần lượt giữ các chức vụ Phó Vụ trưởng Vụ Xúc tiến đầu tư, Vụ trưởng Vụ Quản lý dự án. Khi Ủy ban Nhà nước về Hợp tác và Đầu tư và Ủy ban Kế hoạch Nhà nước được hợp nhất để thành lập Bộ Kế hoạch và Đầu tư tháng 10 năm 1995, ông được bổ nhiệm giữ chức Vụ trưởng Vụ Đầu tư nước ngoài. Tháng 4 năm 1997, ông được bổ nhiệm làm Thứ trưởng Bộ Kế hoạch và Đầu tư, Ủy viên Ban chấp hành Đảng bộ khối cơ quan Kinh tế Trung ương.
Tháng 3 năm 2003, ông được điều động sang giữ chức Phó Bí thư Tỉnh ủy Hà Tây. Tháng 5 năm 2003, ông được bổ nhiệm làm quyền Chủ tịch rồi Chủ tịch Ủy ban nhân dân tỉnh Hà Tây.
Ngày 29 tháng 3 năm 2006, Bộ Chính trị công bố quyết định điều động ông giữ chức vụ quyền Bí thư Tỉnh ủy tỉnh Lạng Sơn, thay cho ông Hoàng Công Hoàn bị kỷ luật khiển trách và thuyên chuyển công tác. Tháng 4 năm 2006, ông được bầu chính thức làm Bí thư Tỉnh ủy Lạng Sơn. Tại Đại hội Đại biểu toàn quốc lần thứ X Đảng Cộng sản Việt Nam, ông được bầu vào Ban chấp hành Trung ương Đảng.
Tháng 8 năm 2007, khi sáp nhập hai Bộ Công nghiệp và Bộ Thương mại thành Bộ Công Thương, ông được Thủ tướng Nguyễn Tấn Dũng bổ nhiệm làm Bộ trưởng.
Ông tiếp tục được tái cử vào Ban chấp hành Trung ương Đảng khóa XI, được bầu làm Đại biểu Quốc hội khóa XIII. Tại Kỳ họp thứ Nhất, Quốc hội khóa XIII, ông được Quốc hội phê chuẩn tiếp tục làm Bộ trưởng Bộ Công Thương. Tuy nhiên, đến tháng 4 năm 2016, tại kỳ họp thứ 11 Quốc hội khóa XIII, Quốc hội phê chuẩn, Chủ tịch nước miễn nhiệm chức vụ Bộ trưởng Bộ Công Thương.

## Chất vấn việc gia đình trị
Hiệp hội các nhà đầu tư tài chính (VAFI) đã gởi thư chất vấn (được công bố ngày 13.6.2016) tới nguyên Bộ trưởng Vũ Huy Hoàng về việc Bộ Công thương dưới thời ông làm bộ trưởng đã bổ nhiệm con trai ông là Vũ Quang Hải làm lãnh đạo Sabeco. Sabeco là tên ngắn của Tổng công ty Bia rượu nước giải khát Sài Gòn, doanh nghiệp lớn hàng đầu Thành phố Hồ Chí Minh. Năm 2015, ông Vũ Quang Hải (con trai ông Vũ Huy Hoàng) khi đó 28 tuổi đã được lãnh đạo Bộ Công Thương điều động về Sabeco ở vị thế hàm Phó vụ trưởng để đảm đương vị trí chủ chốt là Thành viên HĐQT, đại diện cho cổ phần nhà nước, đồng thời kiêm chức Phó tổng giám đốc. Năm 2011, ông Vũ Quang Hải từng được bổ nhiệm làm Tổng giám đốc Tổng công ty Cổ phần Đầu tư Tài chính Công đoàn Dầu khí VN (PVFI - trong ngành công thương do ông Vũ Huy Hoàng phụ trách). Trong hai năm mà ông Hải trực tiếp điều hành, theo VAFI, công ty có vốn điều lệ hơn 300 tỉ đồng này đã lỗ liên tiếp hai năm liền. Năm 2011 lỗ 155 tỉ đồng, năm 2012 lỗ 67 tỉ đồng. VAFI đưa ra hàng loạt câu hỏi: Việc bổ nhiệm ông Vũ Quang Hải khi mới 25 tuổi làm Tổng giám đốc PVFI là đúng hay sai, ai chịu trách nhiệm gánh hậu quả làm mất vốn nhà nước và vốn của 4.700 cổ đông? 
VAFI còn đề cập đến việc bổ nhiệm ông Võ Thanh Hà, Chánh văn phòng Bộ Công Thương, trước đó là thư ký của ông Vũ Huy Hoàng về làm Chủ tịch HĐQT Sabeco. Ông Hà chủ yếu làm công tác hành chính và chưa từng kinh qua chức vụ nào về quản lý, điều hành doanh nghiệp.
Phó thủ tướng Trương Hòa Bình đã yêu cầu Bộ trưởng Công Thương kiểm tra, làm rõ việc bổ nhiệm ông Vũ Quang Hải tại Sabeco để trả lời VAFI và báo cáo Thủ tướng kết quả trước ngày 30/7/2016.
Ngày 2.8, Bộ trưởng Bộ Công thương Trần Tuấn Anh cho biết sau khi rà soát quy trình tiếp nhận, bổ nhiệm, luân chuyển ông Trịnh Xuân Thanh: "Sơ bộ thì có thể khẳng định vụ việc ông Trịnh Xuân Thanh được điều động, bổ nhiệm có nhiều dấu hiệu cho thấy có sai phạm, vi phạm trong chính sách cán bộ của Đảng, Nhà nước." và ông Vũ Quang Hải: "đúng là có sai sót trong một số khâu trong việc tiếp nhận, bổ nhiệm, luân chuyển ông Vũ Quang Hải." 
Đầu tháng 10-2016, Phó Thủ tướng Thường trực Trương Hòa Bình lại tiếp tục chỉ đạo Bộ Công Thương kiểm tra, làm rõ căn cứ pháp lý, điều kiện, tiêu chuẩn, trình tự, thủ tục liên quan đến việc tuyển dụng, bổ nhiệm Hàm vụ phó, bổ nhiệm các chức vụ lãnh đạo, người quản lý doanh nghiệp đối với ông Vũ Quang Hải, báo cáo Thủ tướng Chính phủ kết quả trước ngày 1-11.
Ngày 2/11, Ban bí thư, họp dưới sự chủ trì của Tổng bí thư Nguyễn Phú Trọng, nhận định, ông Vũ Huy Hoàng thiếu gương mẫu, có biểu hiện vụ lợi trong việc tiếp nhận, bổ nhiệm con trai là Vũ Quang Hải làm kiểm soát viên Tổng công ty thuốc lá Việt Nam; quyết định điều động và đề cử ông Vũ Quang Hải tham gia HĐQT Tổng công ty bia, rượu, nước giải khát Sài Gòn (Sabeco) để bầu làm thành viên HĐQT, Phó tổng giám đốc Sabeco; vi phạm quy định của Ban Chấp hành Trung ương về những điều đảng viên không được làm và quy định của Ban bí thư về trách nhiệm nêu gương của cán bộ, đảng viên, vi phạm Luật Phòng, chống tham nhũng, gây bức xúc trong xã hội.
Bộ Công Thương vừa phát thông tin chiều 25-12 đã nhận được đơn xin rút khỏi Hội đồng quản trị Tổng công ty Bia - rượu - nước giải khát Sài Gòn (SABECO) của ông Vũ Quang Hải.

## Bị điều tra sai phạm
Tổng Bí thư Nguyễn Phú Trọng đã đích thân ra chỉ đạo Ủy ban Kiểm Tra Trung ương mở cuộc điều tra, để tìm hiểu những sai phạm nếu có đối với ông Vũ Huy Hoàng, trong thời gian ông này làm Bộ trưởng Bộ Công Thương. Ông Hoàng bị nghi ngờ có liên quan đến trường hợp của ông Trịnh Xuân Thanh, Phó chủ tịch UBND tỉnh Hậu Giang, hiện đang bị truy cứu trách nhiệm vì tham gia làm thất thoát số tiền hơn ba ngàn tỉ trong khi đang làm việc tại Công ty cổ phần Xây lắp Dầu khí Việt Nam giai đoạn 2011 tới 2013. Kết luận của Ủy ban Kiểm tra trung ương đã chỉ ra nhiều sai phạm của cựu Bộ trưởng Bộ Công thương Vũ Huy Hoàng, đề xuất hình thức kỷ luật cảnh cáo ông Vũ Huy Hoàng.

## Khen thưởng
Theo Quyết định ngày 9 tháng 5 năm 2016 của chủ tịch nước Việt Nam Trần Đại Quang, ông Vũ Huy Hoàng, Ủy viên Ban Chấp hành Trung ương Đảng khóa X, XI, nguyên Bộ trưởng Bộ Công thương được tặng thưởng Huân chương Độc lập hạng Nhì.

## Kỷ luật
Ngày 2 tháng 11 năm 2016, Ban Bí thư Trung ương Đảng Cộng sản Việt Nam đã họp và quyết định cách chức Bí thư Ban cán sự đảng Bộ Công thương trong thời gian 2011 - 2016 của ông Vũ Huy Hoàng. Đây là lần đầu tiên Đảng Cộng sản Việt Nam cách chức một người mà không còn tại chức nữa. Dưới thời cựu Bộ trưởng Vũ Huy Hoàng, Bộ Công Thương có 5 đại dự án quy mô 30.000 tỷ đồng, mà bộ là cơ quan chủ quản, nay đều trong tình trạng thua lỗ nặng nề, nguy cơ phá sản.
Ngày 23/01/2017, Ủy ban Thường vụ Quốc hội xử lý kỷ luật bằng hình thức xóa tư cách nguyên bộ trưởng Bộ Công Thương nhiệm kỳ 2011 - 2016, cách chức Bí thư Ban cán sự đảng Bộ Công thương (nhiệm kỳ 2011-2016) đối với ông Vũ Huy Hoàng.
Sáng 11/7/2020, Thiếu tướng Tô Ân Xô, Chánh văn phòng, Người phát ngôn Bộ Công an cho biết: Cơ quan Cảnh sát điều tra (C01) Bộ Công an đang thực hiện trình tự tố tụng, tiến hành tống đạt quyết định khởi tố bị can đối với một số cựu quan chức của Bộ Công Thương, trong đó có ông Vũ Huy Hoàng, cựu Bộ trưởng Bộ Công Thương.
Ông Vũ Huy Hoàng bị khởi tố về tội "vi phạm quy định về quản lý, sử dụng tài sản nhà nước gây thất thoát, lãng phí" quy định tại Điều 219 Bộ luật Hình sự năm 2015
Tại Hội nghị Trung ương lần 3 Ban Chấp hành Trung ương Đảng Cộng sản Việt Nam khóa XIII thi hành kỷ luật bằng hình thức khai trừ ra khỏi Đảng đối với Vũ Huy Hoàng do đã có những vi phạm quy định quản lý, sử dụng tài sản nhà nước gây thất thoát lãng phí theo quy định của Đảng.

## Án tù
Ngày 29/4/2021, TAND TP Hà Nội đã đưa ra phán quyết đối với bị cáo Vũ Huy Hoàng cùng 9 đồng phạm trong vụ án sai phạm về đất đai xảy ra tại Sabeco. Theo đó, hội đồng xét xử tuyên phạt bị cáo Vũ Huy Hoàng 11 năm tù về tội "vi phạm quy định về quản lý, sử dụng tài sản nhà nước gây thất thoát, lãng phí". 
Ngày 24/1/2022, tòa cấp phúc thẩm quyết định chấp nhận một phần kháng cáo của bị cáo Vũ Huy Hoàng, giảm án từ 11 năm tù xuống 10 năm tù.   

## Phát biểu
| “              | Cố gắng rất nhiều nhưng hiệu quả chưa như mong muốn, cá nhân tôi rất day dứt, mong trong nhiệm kỳ mới sẽ làm tốt hơn nhiệm vụ này. Nhiều ngành công nghiệp hỗ trợ đến nay còn yếu kém như ô tô, điện tử... Trong các kỳ họp QH, ĐBQH luôn nhắc tôi về công nghiệp hỗ trợ và tôi thấy như món nợ chưa trả được. | ” |
| — Vũ Huy Hoàng | |   |